# Megastylus transsylvanicus
Megastylus transsylvanicus är en stekelart som först beskrevs av Kiss 1924.  Megastylus transsylvanicus ingår i släktet Megastylus och familjen brokparasitsteklar. Inga underarter finns listade i Catalogue of Life.